# Robert Beltz (Prähistoriker)
Robert Karl Ludwig Beltz (* 14. März 1854 in Nordhausen; † 19. Mai 1942 in Schwerin) war ein deutscher Prähistoriker, der vor allem im Gebiet des früheren Landes Mecklenburg tätig war.

## Leben

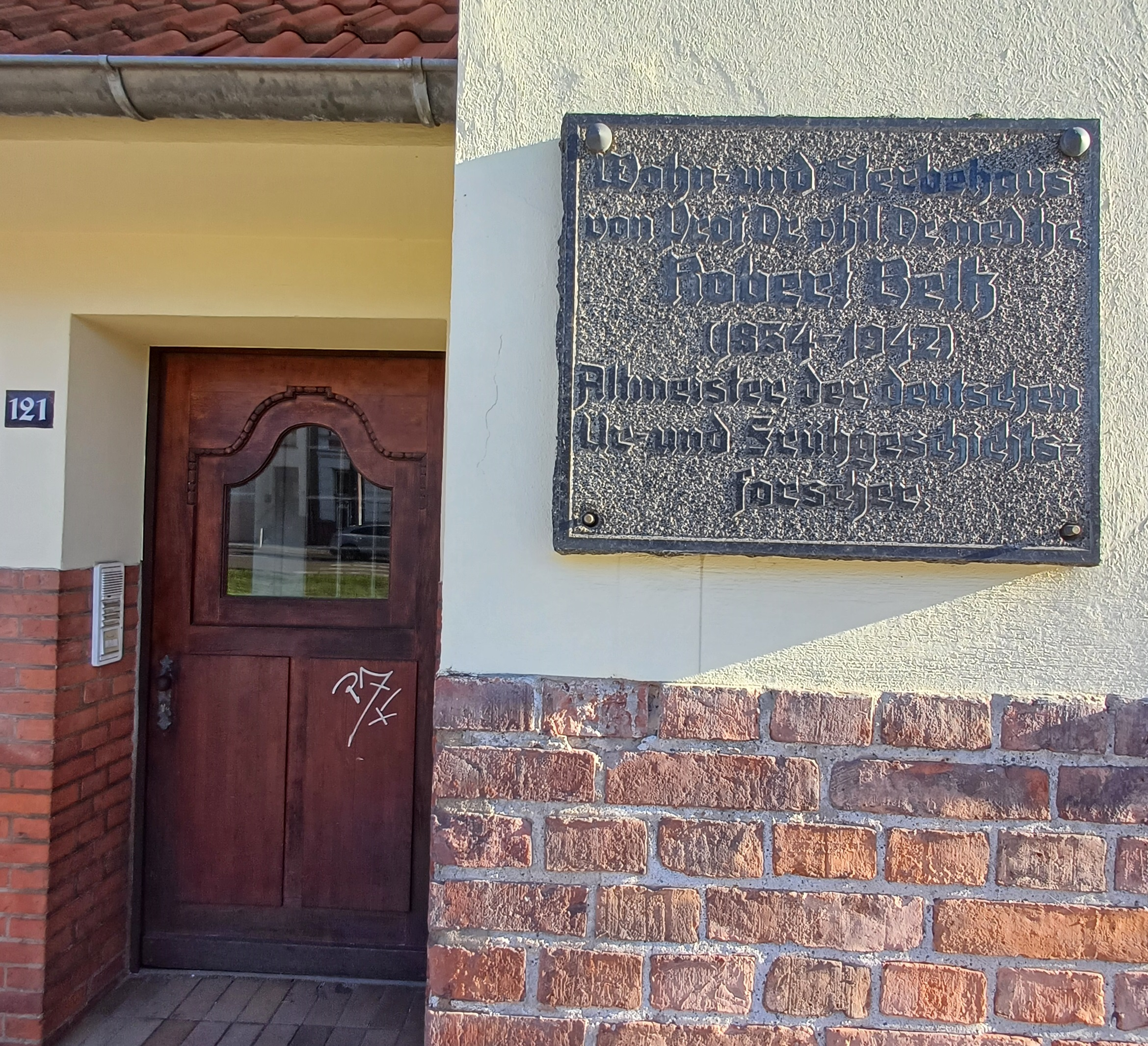
Gedenktafel am Wohn- und Sterbehaus von Beltz in der Lübecker Straße

Robert Beltz war der Sohn des namensgleichen Fabrikanten Robert Beltz und dessen Ehefrau Pauline, geborene Förstemann. 
Nach dem Besuch des Gymnasiums in Nordhausen studierte Beltz von 1873 bis 1877 Archäologie, Altphilologie und Philosophie an den Universitäten in Göttingen und Berlin. Nach bestandener Staatsprüfung in Göttingen unterrichtete er von 1877 bis 1913 am Gymnasium in Schwerin.
Beltz leitete von 1882 bis 1930 ehrenamtlich die Abteilung vaterländischer Altertümer am Großherzoglichen Museum in Schwerin (ab 1918 Schweriner Landesmuseum) und übernahm gleichzeitig die Aufgaben des Denkmalpflegers für archäologische Denkmale. Damit trat er die Nachfolge des ersten hauptamtlichen Denkmal- und Bodendenkmalpflegers in Mecklenburg, Georg Christian Friedrich Lisch, an.
Im Jahre 1888 heiratete Beltz in Rostock die Farmerstochter Fanny, geb. Ahlers (1864–1918). Aus der Ehe gingen drei Töchter hervor.
Beltz war langjähriger Vorsitzender der Deutschen Anthropologischen Gesellschaft. 1927 gehörte er mit Wilhelm Unverzagt zu den Gründungsmitgliedern der so genannten „Burgwallarbeitsgemeinschaft“, die 1927–29 auch die erste Burgwallkartei für Mecklenburg erarbeitete.
Beltz zählte zu den ersten Erforschern der Mecklenburgischen Vorgeschichte. Bedeutend waren seine Forschungen zur Typologie vorgeschichtlicher Fibeln. Mittels Fragebogen erfasste er Funde aus ganz Deutschland. Nicht immer kannte er die Stücke aus eigener Anschauung, so dass es im Einzelnen zu Fehlbestimmungen kam.
Er leistete auch Beiträge zum Reallexikon der Vorgeschichte und gab 1906 bis 1933 die Zeitschrift Mecklenburg heraus.
Beltz wurde 1939 die Goethe-Medaille für Kunst und Wissenschaft verliehen. Die Universität Rostock erteilte ihm die Ehrendoktorwürde (Dr. med. h. c.). In Schwerin und Güstrow wurden Straßen nach Robert Beltz benannt.

## Darstellung in der bildenden Kunst
- Hans Emil Oberländer: Bildnis Robert Beltz. (Tafelbild, Öl, 1931; 1937 in der  Nazi-Aktion „Entartete Kunst“ aus dem Staatlichen Museum Schwerin beschlagnahmt; Verbleib unbekannt)[5]

## Publikationen (Auswahl)
- mit Richard Wagner: Die Vorgeschichte von Mecklenburg. (= Mecklenburgische Geschichte in Einzeldarstellungen. 1, ZDB-ID 982989-1). Süsserott, Berlin 1899
- Die vorgeschichtlichen Altertümer des Großherzogtums Mecklenburg-Schwerin. Vollständiges Verzeichnis der im Großherzoglichen Museum zu Schwerin bewahrten Funde. 2 Bände. Reimer, Berlin 1910, (Digitalisat des Textbandes; Nachdruck: Stock und Stein, Schwerin 2004, ISBN 3-937447-12-1 (mit Literaturhinweisen zu Robert Beltz)).
- Die Latènefibeln. In: Zeitschrift für Ethnologie. 43, 1911, S. 665–943.
- Die bronze- und hallstattzeitlichen Fibeln. In: Zeitschrift für Ethnologie. 45, 1913, S. 659–900.
- Moorkultur und Heimatschutz. In: Mecklenburg. Zeitschrift des Heimatbundes Mecklenburg. Bd. 11 (1916), S. 8–12 (Digitalisat)